# Meandry Botiče
Přírodní památka Meandry Botiče je přirozený meandrovitý tok potoka Botič s břehovými porosty s výskytem chráněných a ohrožených druhů ptactva a společenstvem vodních živočichů.
Meandry Botiče jsou součástí přírodního parku Hostivař – Záběhlice a je také součástí Trojmezí. Její rozloha je 6,7005 ha a nachází se v nadmořské výšce 220 až 235 metrů. Přírodní památka byla vyhlášena 29. dubna 1968 a stala se tak nedílnou součástí pražských chráněných území.

## Lokalita
Památka se nachází v jihovýchodní části Prahy a zasahuje do čtvrtí Hostivař, Práče a Záběhlice. Památka začíná pod hrází Hostivařské přehrady a končí na území Práče v Záběhlicích. Nedaleko přírodní památky se nachází ekologické centrum Toulcův dvůr a Sady zahradnické mládeže.

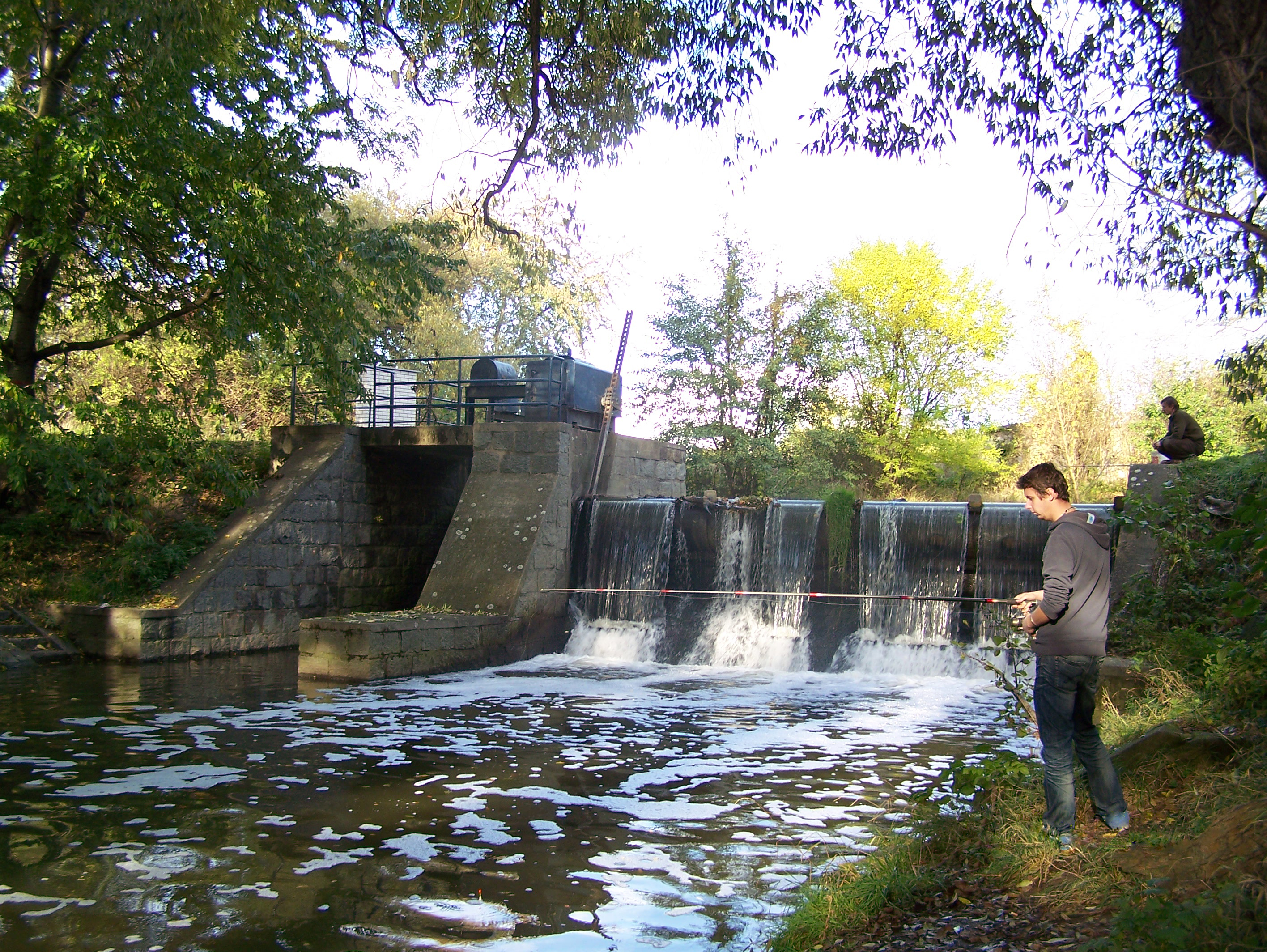
Jez Marcela s rybáři

## Historie
Koryto Botiče se formovalo v mladším pleistocénu, tedy ve čtvrtohorách, zhruba před 100 až 500 tisíci lety vlivem činnosti tekoucí vody. V období holocénu před deseti tisíci lety bylo zanesené koryto přehloubeno. Díky nivním půdám, které vznikají při povodních, zde úspěšně hospodařili zemědělci - Prahu zásobovali zelím a další zeleninou a také jahodami. Na potoce se rybařilo. Doklady o zemědělské činnosti se dochovaly z doby před sedmi tisíci lety. Své pozůstatky tu zanechali Germáni, Keltové i Slované.
Od roku 1964, kdy došlo k napuštění Hostivařské přehrady, došlo ke změně vodního režimu a potok přestal být záplavový. Přesto jsou zde stále běžné povodně.
Dne 29. dubna 1968 byla přírodní památka Meandry Botiče vyhlášena jako chráněný přírodní výtvor z důvodu ochrany chráněných a ohrožených druhů ptactva a společenstev vodních živočichů. Posléze byla v roce 1993 kategorizována jako přírodní památka. Během osmdesátých a devadesátých let 20. století proběhla inventarizace fauny a flóry.

## Přírodní podmínky

### Geologie
Podloží je tvořeno převážně z břidlic ze staršího paleozoika – ordovický stupeň Beroun. Nadloží je tvořeno aluviálními sedimenty tvořenými z valné většiny hlínami a hlinitými písky. Těsně nad přehradou se nachází štěrkopísky. Podél potoka jsou nivní půdy, které jsou zemědělsky využívané.

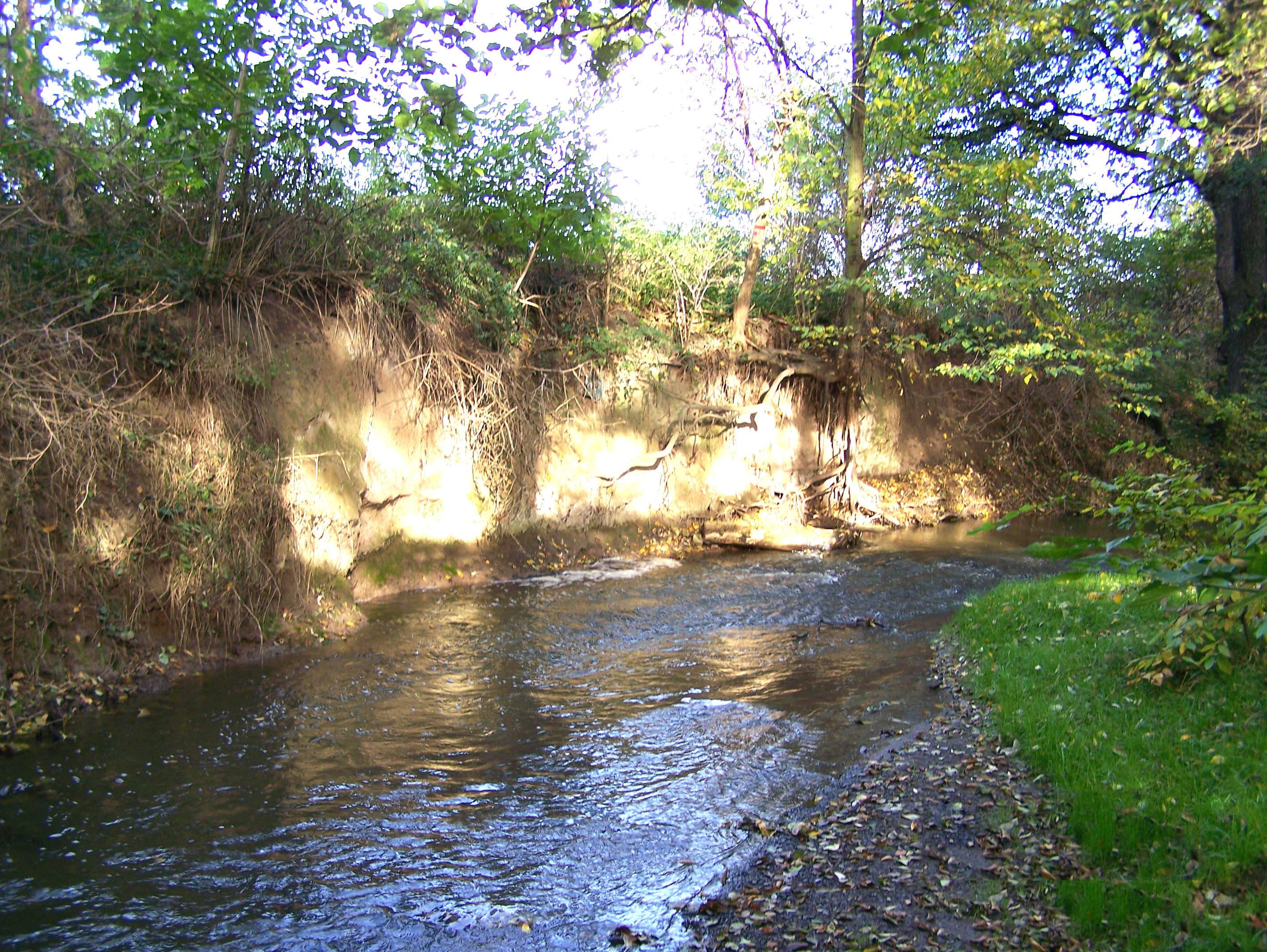
Odhalený profil říčních sedimentů

### Flora
Na území přírodní památky Meandry Botiče se nachází celá škála rostlin. Stromové patro tvoří hlavně olše lepkavá (Alnus glutinosa) a dva druhy vrb – vrba křehká (Salix fragillis) a vrba bílá (Salix alba). Mezi další dřeviny, které zde můžeme spatřit, patří jasan ztepilý (Fraxinus excelsior), topol osika (Populus tremula), javor klen (Acer pseudoplatanus) či javor mléč (Acer platanoides). Častý je invazní druh trnovník akát (Robinia pseudoacacia). Bez černý (Sambucus nigra) či střemcha obecná (Prunus padus) pak tvoří hlavní zástupce keřového patra. Mezi vzácné byliny kvetoucí v jarních dnech patří dymnivka dutá (Corydalis cava), blatouch bahenní (Caltha palustris), orsej jarní hlíznatý (Ficaria verna subsp. bulbifera), sasanka hajní (Anemone nemorosa) nebo sasanka pryskyřníkovitá (Anemone ranunculoides). Najdeme tu pak celou řadu běžných ruderálních bylin jako šťavel kyselý (Oxalis acetosella), hluchavka bílá (Lamium album), kuklík městský (Geum urbanum), vlaštovičník větší (Chelidonium majus) apod.

### Fauna
Mezi bezobratlé živočichy obývající tuto lokalitu patří celá škála brouků. Například ze skupiny nosatcovitých Rhynchaenus foliorum nebo ze skupiny střevlíkovitých Ocys quinquestriatus. Vyskytuje se zde otakárek fenyklový (Papilio machaon) i otakárek ovocný (Iphiclides podalirius), zákonem chránění motýli.
Zvláštně chráněným obratlovcem na tomto území, ze skupiny ryb, je ježdík žlutý (Gymnocephalus schraetser). Můžeme tu také nalézt pstruha obecného potočního (Salmo trutta fario) nebo okouna říčního (Perca fluviatilis). Mezi chráněné obojživelníky patří kuňka obecná (Bombina bombina), ropucha obecná (Bufo bufo) a ropucha zelená (Pseudepidalea viridis). Dále pak můžeme najít kriticky ohroženého skokana skřehotavého (Pelophylax ridibundus) a skokana zeleného (Pelophylax esculentus), druhy velmi hlučné v období páření. Jako zástupce plazů je zde chráněná ještěrka obecná (Lacerta agilis), častý je tu také běžný slepýš křehký (Anguis fragilis).
Přírodní památka Meandry Botiče je významnou ornitologickou lokalitou. Byly zde zdokumentovány chráněné druhy jako žluva hajní (Oriolus oriolus), ťuhýk obecný (Lanius collurio), sýček obecný (Athene noctua), slavík obecný (Luscinia megarhynchos) nebo ledňáček říční (Alcedo atthis), který si staví hnízda v říčních sedimentech. V okolí jsou pak velmi častí zástupci hrabavých ptáků, zejm. bažant obecný (Phasianus colchicus), kteří žijí na polích v okolí. U vody lze spatřit kachnu divokou (Anas platyrhynchos).

## Ochrana
Dlouhodobý cíl péče je zachovat potok Botič a s ním i vzácné organismy, kteří v jeho okolí žijí, a snížit rozšíření invazních druhů. Dále pak omezení znečištění lokality, které pochází z okolních sídlišť a polí.

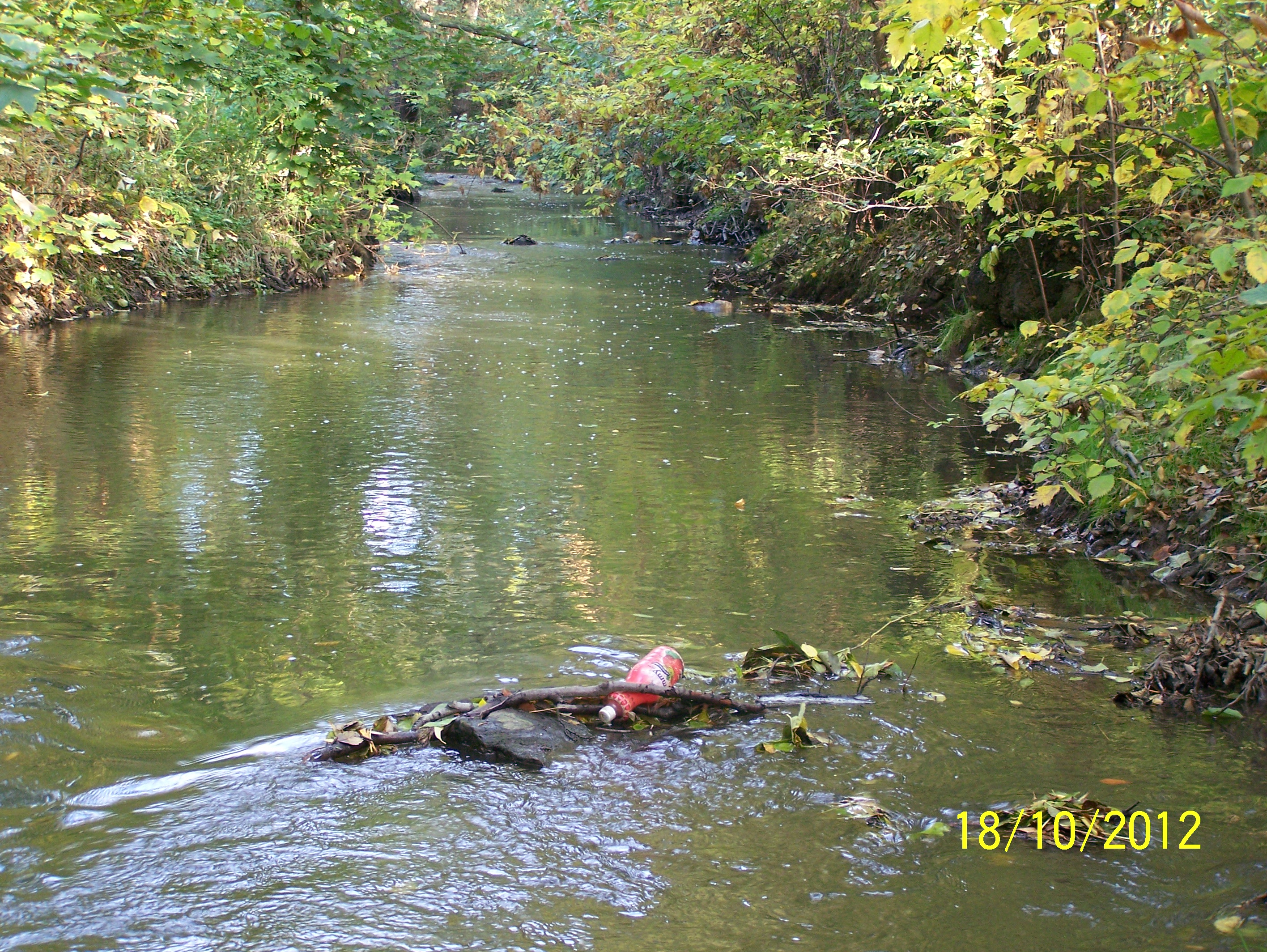
Odpadky v potoce

Podle plánu péče o přírodní památku Meandry Botiče by měla ochrana mít tři stěžejní způsoby:
- Vyřezávání křovin – činnost je plánovaná jednou do roka. Cílem je omezit rozšíření nepůvodních druhů jako je pámelník bílý (Symphoricarpos albus), bez černý (Sambucus nigra), tavolník (Spiraea) a dřín (Cornus). Vyřezávání probíhá ve vegetačním období pomocí ruční nebo motorové pily.
- Úklid odpadků – cílem je vysbírat všechny odpadky a poté zlikvidovat mimo chráněnou oblast. Úklid probíhá na začátku a na konci vegetačního období.
- Likvidace invazních druhů rostlin – zbavit se hlavně dvou invazních druhů a to křídlatky (Reynoutria) a netýkavky nedůtklivé (Impatiens noli-tangere). Křídlatka se hubí pomocí 10% roztoku Roundup Biaktiv. Likvidace je nejúčinnější v září, kdy si rostlina stahuje živiny do kořenů. Netýkavka se odstraňuje vytrháváním ze země, nejlépe když kvete. Rostlinné zbytky se poté musí odvézt a zlikvidovat mimo chráněné území.[3]

Ochranu lokality podporují neziskové organizace, např. Junák, které pravidelně odstraňují odpadky kolem potoka.
Olše lepkavá (Alnus glutinosa) je v poslední době napadena invazním houbovým škůdcem Phytophthora alni, který způsobuje smrtelné onemocnění. Takto napadené rostliny je nutné okamžitě odstranit a na místě spálit, aby se škůdce nešířil dál.

## Turismus
Díky tomu, že je lokalita umístěná v blízkosti velkých sídlišť, koncentruje se zde množství lidí hledajících odpočinek a sportovní vyžití (běžci, cyklisté, chodci, vodáci a návštěvníci se psy). Toto množství lidí vyvolává pro lokalitu četné negativní dopady. Lidé odhazují odpadky, pohybují se mimo vyznačené stezky a sešlapávají vegetaci. Psi svými exkrementy eutrofizují půdu množstvím dusíku.
Každý rok na podzim se koná hromadné vodácké splutí Rio Botičo. Trasa začíná u Hostivařské přehrady a končí ve Vltavě.
Zajímavostí je, že na Magistrátu hlavního města Prahy došlo k chybě a přírodní památka Meandry Botiče je evidována jako přírodní památka Meandr Botiče.